# RealAudio
Pour les articles homonymes, voir RAM.
Le format RealAudio, introduit en avril 1995, il permet de diffuser de la musique sur internet en utilisant la technique du streaming. Ce format audio propriétaire  vient de la société RealNetworks et est lisible avec RealPlayer. On peut le créer avec RealProducer, Helix Player et aussi Real Alternative.
Beaucoup utilisé par les radios pour diffuser leurs émissions jusque dans la première moitié des années 2010, il tend à être remplacé par de nouveaux formats.

## Les extensions
- .ra : real audio
- .rm : real media
- .smil : Synchronized Multimedia Integration Language (langage d'intégration multimédia synchronisé)

- .ram : Real Audio Metadata
- .RMVB : fichier vidéo vbr
- .rv  : real video

## Formats de compression
Les fichiers RealAudio sont compressés selon différents formats, désignés par abus de langage sous le terme de codecs audio. Chacun de ces formats est identifié par un code FourCC. Voici une liste de ses formats, avec le numéro de la version de RealPlayer où ils ont été introduits :
- lpcJ : IS-54 VSELP (RealAudio 1)
- 28_8 : G.728 LD-CELP (RealAudio 2)
- dnet : Dolby AC3 (RealAudio 3)
- sipr : Sipro Lab Telecom ACELP-NET (RealAudio 4/5)
- cook : G2/Cook Codec (RealAudio 6)
- atrc : Sony ATRAC3 (RealAudio 8)
- raac : MPEG-4 LC-AAC (RealAudio 10)
- racp : MPEG-4 HE-AAC (RealAudio 10)
- ralf : RealAudio Lossless Format (RealAudio 10)

Si les dernières versions de RealPlayer peuvent toujours décoder n'importe quel fichier RealAudio, il n'en est pas de même des logiciels tiers qui peuvent ne pas avoir à leur disposition tous les codecs disponibles.